# Frédéric Soulié
Frédéric Soulié (Foix, 23 dicembre 1800 – Bièvres, 23 settembre 1847) è stato uno scrittore francese, considerato insieme a Honoré de Balzac, Eugène Sue e Alexandre Dumas uno dei quattro grandi autori di romanzi popolari della Monarchia di Luglio.
Nel 1828 scrisse il dramma Romeo e Giulietta, cui seguì nel 1829 Cristina a Fontainebleau. Nel 1838 pubblicò la sua opera più importante, il romanzo Le memorie del diavolo.